# Gummistiefel

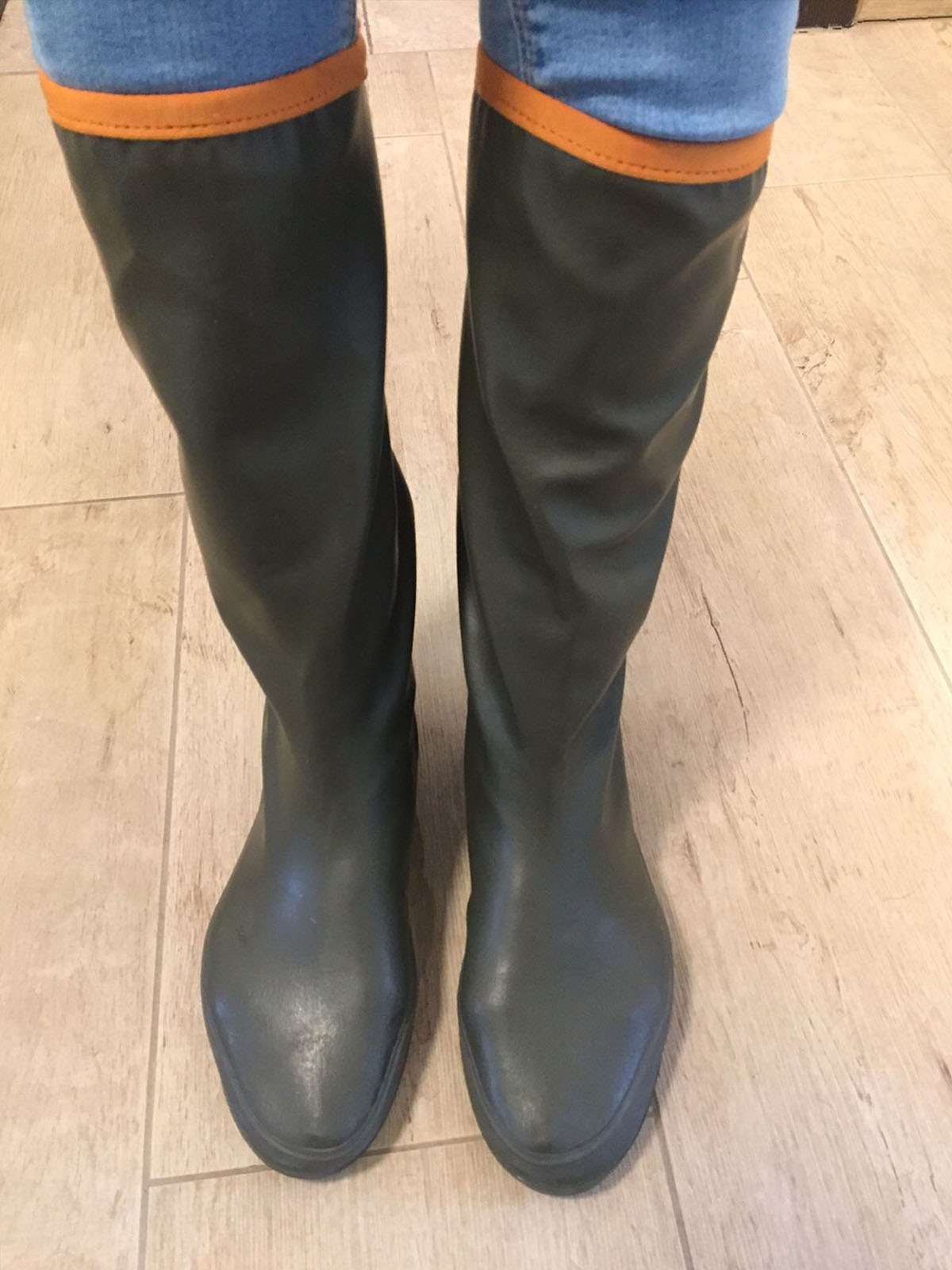
Wasserdichte Stiefel aus dünnem Naturkautschuk für Schule, Natur und Freizeit

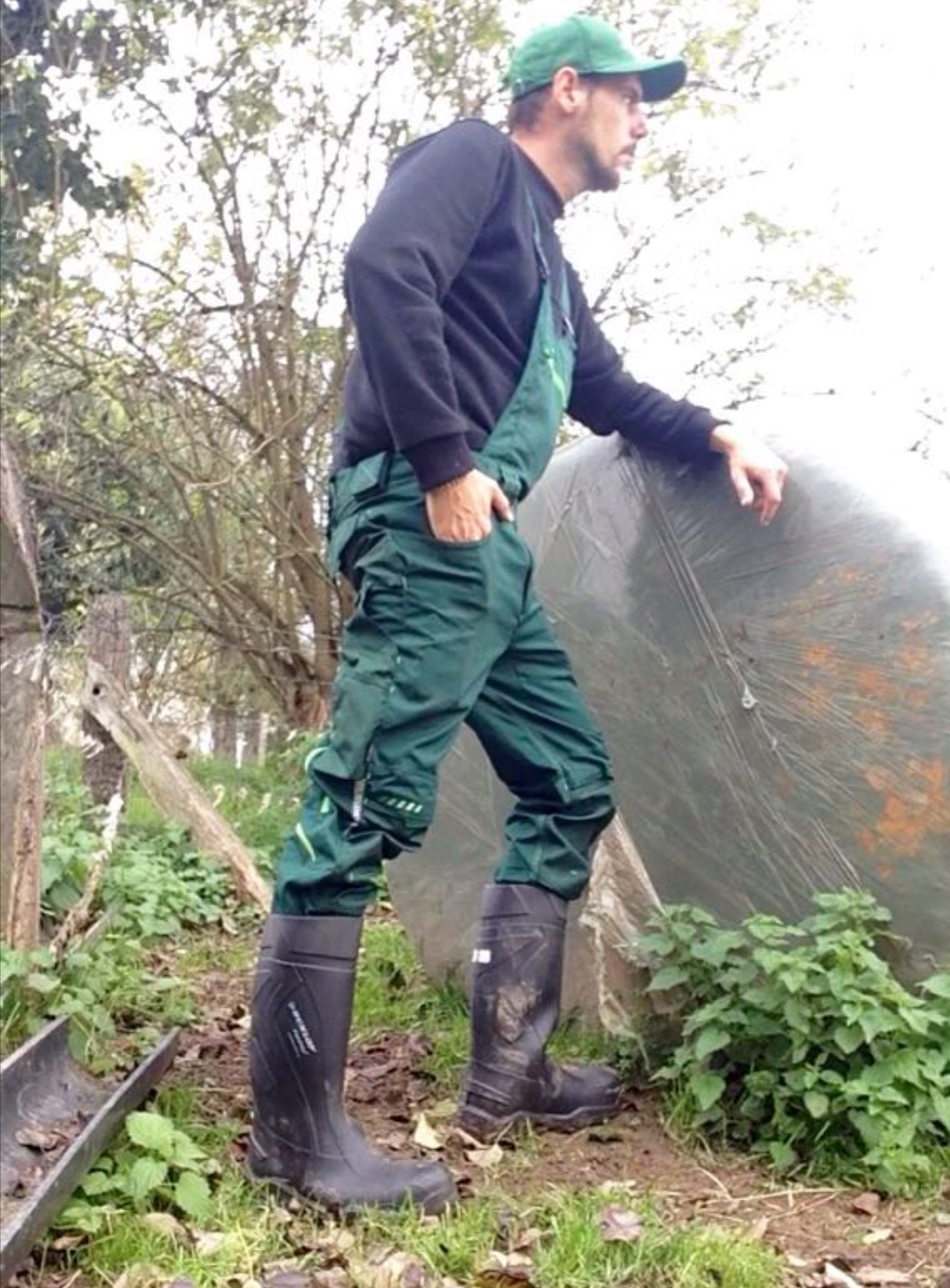
Hohe Gummistiefel in der Landwirtschaft

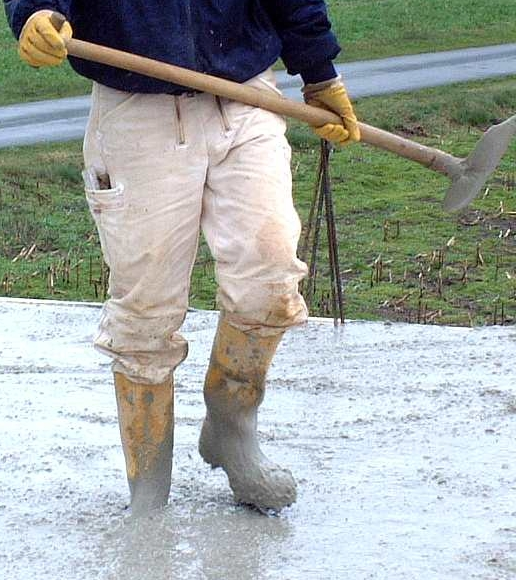
Mit verstärktem Fußbereich im Baugewerbe

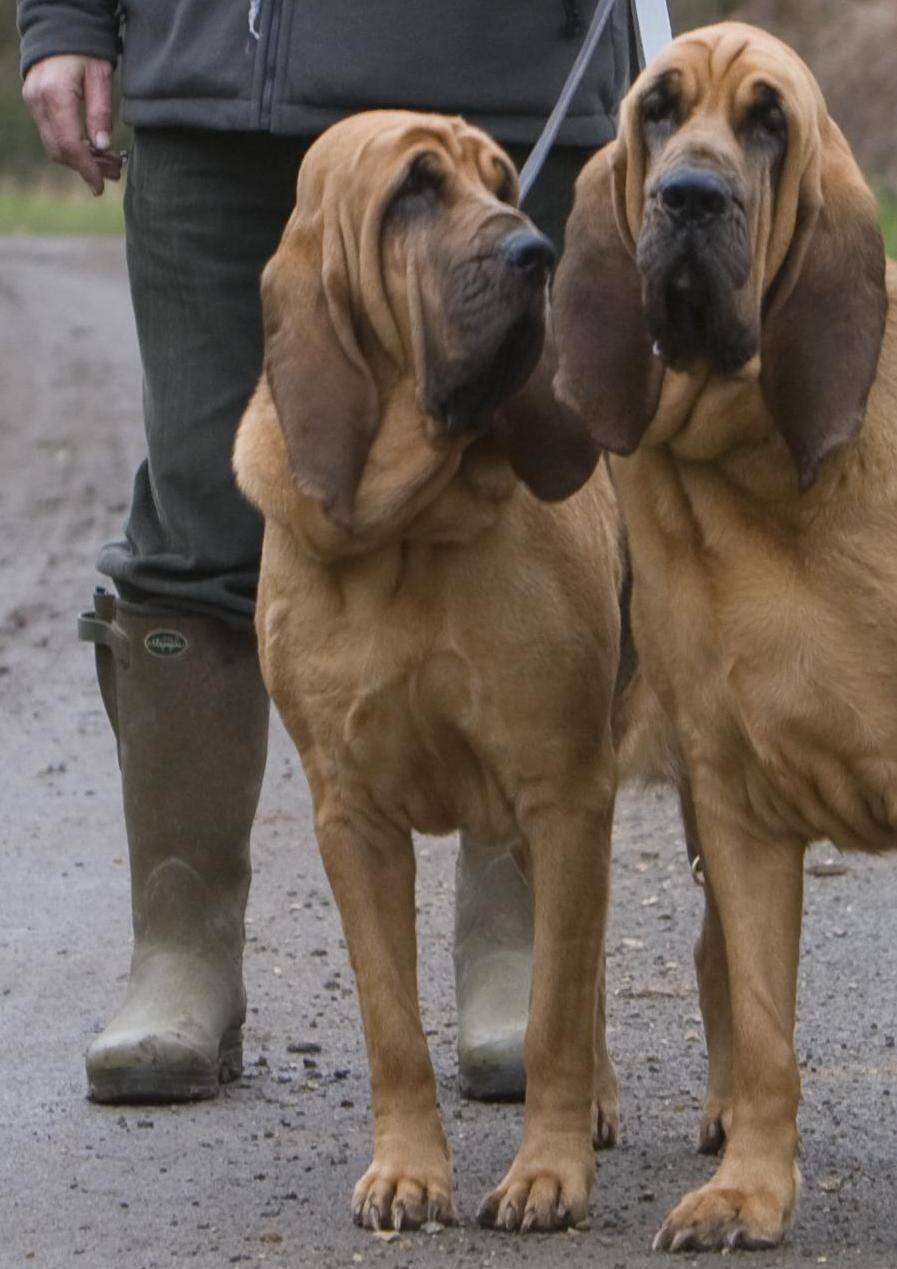
Naturkautschuk-Stiefel bei der Jagd

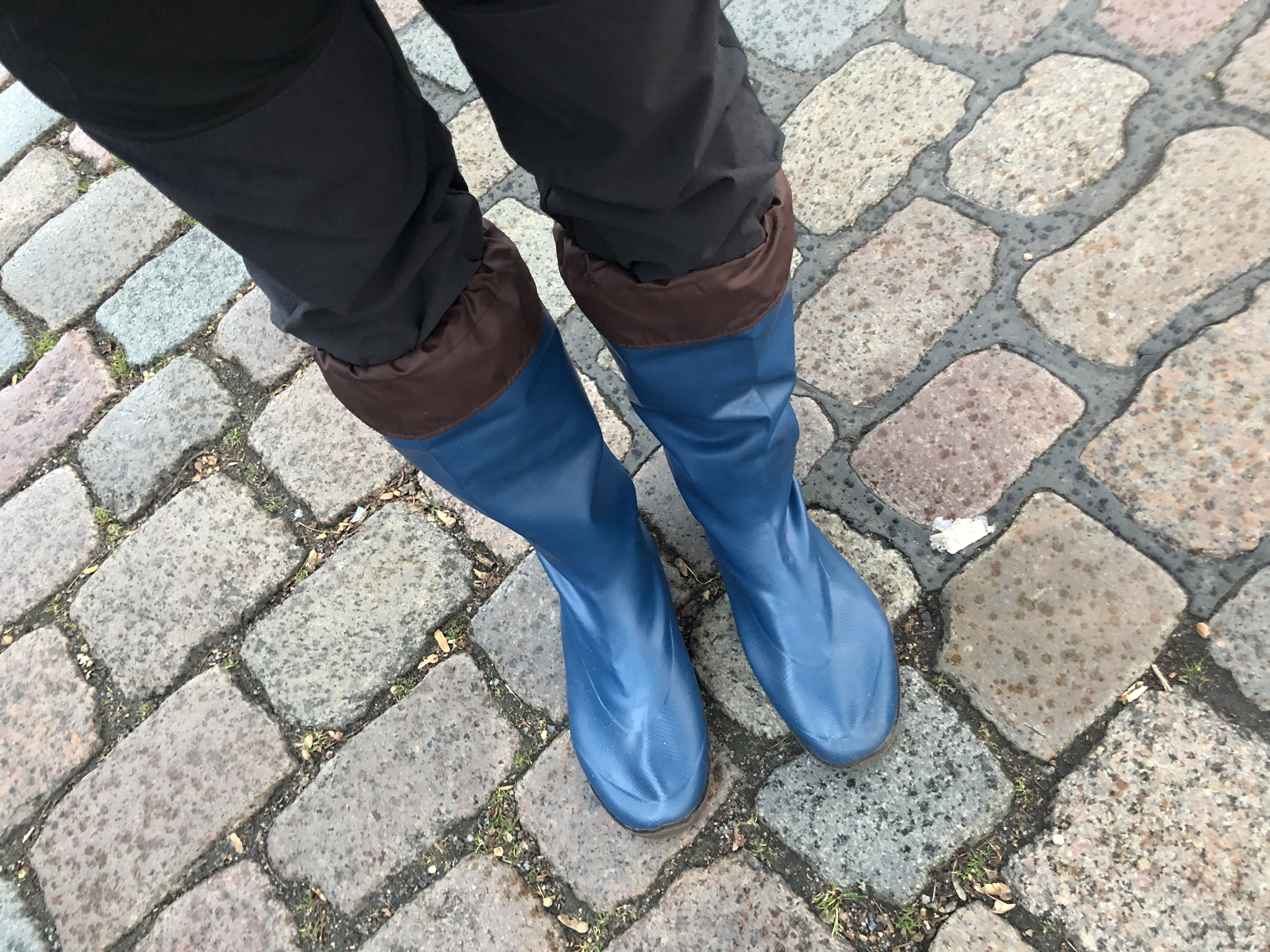
Barfuß-Gummistiefel mit dünnen Sohlen

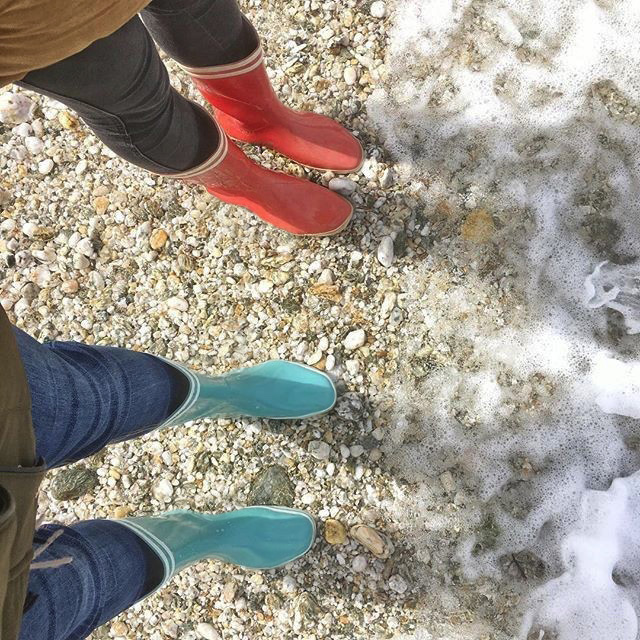
Modische Stiefel aus weichem Gummi

Gummistiefel sind wasserdichte Stiefel mit weichem bis zu kniehohem Gummischaft, die aus Naturkautschuk-Gummi, Synthesekautschuk oder aus thermoplastischen Kunststoffen hergestellt werden. Durch die äußere elastische Gummihaut sind sie absolut wasserdicht.

## Anwendung
Als Regenschutz und Modeartikel werden sie zu Berufs- und Freizeitkleidung getragen, vor allem dort, wo es auf wasserdichtes und leicht zu reinigendes Schuhwerk ankommt.
Gummistiefel als Fußbekleidung in der nassen Jahreszeit werden auch als modisches Schuhwerk in verschiedenen Farben und Stilen angeboten. Es gibt Ausführungen mit unterschiedlich langen Schäften, mit dünnen Sohlen als Barfußschuhe oder mit Absätzen.
Gummistiefel aus Naturkautschuk sind ein häufiges Schuhwerk für Jäger. Auch bei Hunde- und Pferdehaltern haben diese oftmals Verbreitung gefunden. Diese zeichnen sich gegenüber PVC-Gummistiefeln durch deutlich höheren Tragekomfort aus. Um eine ganzjährige Nutzung möglich zu machen, gibt es Naturkautschukstiefel auch mit wärmendem Futter aus Neopren oder Outlast.
In der Landwirtschaft, insbesondere in der Nutzviehhaltung, kommen vor allem Gummistiefel aus synthetischem Gummi und Polyurethan zum Einsatz, da diese im Gegensatz zu Naturkautschukstiefeln auch über längere Zeit güllebeständig sind.

## Material
Hochwertigere Gummistiefel werden auch heute noch aus echten Naturkautschuk- bzw. Gummimischungen mit hohen Gummianteilen hergestellt, da manche gummispezifischen Materialeigenschaften von Kunststoffen nur bedingt erreicht werden können. Gummistiefel auf Naturkautschuk-Basis sind zwar (farbabhängig) etwas anfälliger gegenüber UV-Strahlung und bestimmten Chemikalien, verändern aber bei üblichen Temperaturschwankungen nicht die wesentliche Eigenschaft der Flexibilität und Zähigkeit. Insgesamt sind sie erheblich elastischer als Stiefel aus Kunststoffen (fast immer PVC, selten andere, beispielsweise thermoplastisches Polyurethan). Auch bieten hochwertige Gummistiefel Sohlen aus anderem Material und weitere Ausstattungsdetails wie Schnürungen, Ausziehhilfen u. a. m.

## Geschichte
Bereits die Urbevölkerung Südamerikas stellte eine primitive Art von Gummistiefeln her durch Tränken von Stoffen bzw. Stoffschuhen im Milchsaft des Gummibaums (Naturkautschuk). Dadurch kam es zu einer begrenzten Vernetzung der Latexsubstanz und zugleich wurde eine gewisse Haltbarkeit erreicht.
In Europa fanden wasserfeste Stiefel (und andere Kleidungsstücke) auf Gummibasis zunächst kein großes Interesse. Bei großer Hitze klebten die Stiefel zu sehr und bei Kälte waren sie spröde. Erst als 1840 Charles Goodyear zufällig entdeckte, dass plastischer Kautschuk, mit Schwefel und Ruß vermischt und durch Erhitzung vulkanisiert, dauerhaft elastisch und nicht mehr klebend wird, fanden Gummiprodukte und somit auch Gummistiefel ihren Absatz. Vorher war z. B. die Landbevölkerung bei ihren Arbeiten auf Hof und Feld weitgehend auf Holzschuhe angewiesen. Auch bei Soldaten der britischen Armee im Stellungskrieg in Flandern fanden Gummistiefel ab 1915 große Nachfrage (Gräben bei Regen).
Der Amerikaner Hiram Hutchinson erwarb von Charles Goodyear eine Lizenz zur Fabrikation von Gummistiefeln. 1853 gründete er in Frankreich eine Fabrik zur Herstellung von Gummistiefeln, da er im damals überwiegend ländlichen Europa einen guten Absatzmarkt sah. Er verkaufte sein Produkt unter dem Markennamen A l’Aigle (Adler) als Tribut an das amerikanische Wappentier. Die Firma Hutchinson existiert bis heute. Der Markenname wurde im Laufe der Jahre zu AIGLE verkürzt. Die Firma mit Hauptsitz in Frankreich produziert noch immer hochwertige Gummistiefel für Beruf und Freizeit.
Henry Lee Norris zog im Jahr 1855 von Amerika nach Schottland, ebenfalls mit dem Ziel, eine Fabrik für Gummistiefel zu gründen. Ein Jahr später nahm die North British Rubber Company in Edinburgh ihren Betrieb auf. Rund 100 Jahre später, im Winter 1955, präsentierte die Firma einen damals neuartigen, grünen Gummistiefel, der heute als Original Hunter Boot bekannt ist (Hunter ist Hoflieferant des britischen Königshauses).
1927 hatte der Franzose M. Claude Chamot ebenfalls die Idee, Gummistiefel zu produzieren. Er wählte als Markenname Le Chameau (das Kamel) in Anspielung auf den Spitznamen, den er als Kind hatte. Auch diese Firma stellt bis heute hochwertige Gummistiefel her.
Etwa zur gleichen Zeit begannen auch andere Firmen in Europa mit der Herstellung von Gummistiefeln, beispielsweise Phoenix AG in Hamburg und Semperit in Österreich. Beide Firmen existieren noch heute, haben die Produktion von Gummistiefeln inzwischen jedoch eingestellt und sich auf technische Gummiprodukte für die Industrie spezialisiert. Zu den beiden traditionsreichsten deutschen Herstellern von Gummistiefeln zählten Elbit in Wittenberg und Romika mit Stammsitz in Trier.
Jahrzehntelang waren Gummistiefel das bevorzugte Schuhwerk bei nassem Wetter, da normale Schuhe meist mit Ledersohlen ausgestattet waren, die bei Regen leicht aufweichen. In den 1980ern kamen Gummistiefel im Freizeit- und Sportbereich jedoch aus der Mode, weil sie durch wasserfeste Schuhe mit Gore-Tex und anderen synthetischen Materialien ersetzt wurden. Erst Ende der 1990er Jahre wurden Gummistiefel, zunächst durch die Country-Mode, wieder modern. Nachdem Anfang der 2000er zahlreiche Prominente bei verschiedenen Events in Gummistiefeln auftraten, wurden diese in den Jahren 2005 bis 2008 zu einem modischen Accessoire, das zunehmend Verbreitung fand. Insbesondere für Frauen bieten gegenwärtig zahlreiche Modelabels farbige und gemusterte Modelle an.

## Herstellung

### In Handarbeit aus Naturkautschuk
Bei der traditionellen Herstellung in Handarbeit wird das zugeschnittene tuchartige Naturkautschukmaterial von Hand auf einen Aluminiumleisten aufgebracht und angedrückt. Danach wird der aus bis zu 35 Einzelteilen vorgefertigte Gummistiefel in einem Heißluftofen bei etwa 140 °C vulkanisiert. Durch die Fertigung von Hand ist es auch möglich, verschiedene Gummisorten für Sohle, Brandsohle, Absatz, Verstärkungen und Obermaterial zu verwenden, was einen hohen Tragekomfort ermöglicht. Auch kann dadurch modernste Sportschuhtechnik in den Gummistiefel integriert bzw. modischen und speziellen anatomischen Ansprüchen Rechnung getragen werden. In Handarbeit hergestellte Gummistiefel sind oft teuer.

### In Pressformen für Gummi
Eine andere Methode ist die Herstellung in Pressformen. Dabei wird eine geteilte Form verwendet, welche das noch weiche Gummi auf den Leisten presst und nach dem Vulkanisieren geöffnet wird. Die so gefertigten Gummistiefel erkennt man an der sichtbaren Trennfuge der Form, die am fertigen Stiefel wie eine Mittelnaht sichtbar ist. So gefertigte Gummistiefel sind preiswert und dennoch robust und werden überwiegend als Arbeitsstiefel verwendet.

### Im Spritzverfahren auf Kunststoffbasis
Gummistiefel auf Kunststoffbasis werden weitgehend automatisch im Spritzverfahren hergestellt. Dabei sind große Stückzahlen billig zu realisieren. Der thermoplastische Kunststoff wird heiß mit Druck in die teilbare Form eingespritzt. Nach Abkühlung wird der fertige Stiefel aus der geöffneten Form entnommen. Auch diese Gummistiefel haben eine sichtbare Trennfuge.

## Pflege
Gummistiefel sind ausgesprochen pflegeleicht. Grobe Verschmutzungen werden einfach mit Wasser und leichter Seifenlauge abgespült. Die Oberfläche wird mit Glycerin gepflegt, das man dem Waschwasser beigibt oder unverdünnt einreibt. Glycerin schützt das Gummi vor Versprödung. Silikonöl frischt die Oberfläche auf und verhindert ebenso das vorzeitige Altern des Gummis, das auf die Einwirkung von UV-Licht und fettartigen Substanzen aus der biologischen Umwelt zurückzuführen ist. (Beispielsweise bestehen fettresistente Stiefel von Metzgern aus Neopren.) Die meisten Markenhersteller haben spezielle Gummipflegemittel im Angebot. Gelagert werden Gummistiefel gereinigt, trocken, lichtgeschützt und kühl.

## Belege
1. ↑  Gummis für die Füße, Test der Deutschen Jagd-Zeitung / Norbert Klups.
2. ↑  Die Geschichte der Gummistiefel zeigt heute das Google Doodle. In: Augsburger Allgemeine. Presse-Druck- und Verlags-GmbH, Verlag der Augsburger Allgemeine, 5. Dezember 2019, abgerufen am 5. Mai 2022.
3. ↑  Hutchinson | Für Komfort, Sicherheit und Energieeffizienz an Land, in der Luft und zu Wasser. Abgerufen am 8. November 2022.
4. ↑  Aigle | Offizieller E-Shop ⋅ Herbst Winter Kollektion 2022. Abgerufen am 8. November 2022.
5. ↑  Offiziellen Hunter-Website | Entdecken Sie Gummistiefel. Abgerufen am 8. November 2022.
6. ↑  Unsere Geschichte. lechameau.com, abgerufen am 8. Februar 2023.
7. ↑  Hunter rubber rain boots and the Kate Moss effect Glastonbury festival. Abgerufen am 8. November 2022.